# Etničko čišćenje Hrvata u Bugojnu
Etničko čišćenje Hrvata u Bugojnu bio je udruženi zločinački potvhat Armije Republike Bosne i Hercegovine i njezinog političkog vodstva u Bugojnu koji je imao cilj etnički očistiti Bugojno od hrvatskog stanovništva. U etničkom čišćenju prognano je 14 000 Hrvata, ubijeno je 200, od kojih su 85 civili. Oko 2000 Hrvata bilo je u logorima, od kojih 550 u zloglasnom logoru "Stadion", a 294 logoraša punih osam mjeseci bili su psihički i fizički zlostavljani. Tijela 36 Hrvata još nisu pronađena, među njima i tijela 16 civila.
19. ožujka 1994. zatočenici HVO-a u logoru u Bugojnu su nakon osam mjeseci zatočeništva izašli su na slobodu. Mnogi nisu dočekali dan izlaska, nego su nestali: odvedeni su iz logora, mučeni, ponižavani, premlaćivani.

## Suđenje
U veljači 2008. počelo je suđenje članovima muslimanskog Ratnog predsjedništva Bugojna, Nisvetu Gasalu, Musajbu Kukavici i Senadu Dautoviću, kojemu je na čelu bio Dževad Mlaćo. U rujnu 2011. članovi muslimanskog Ratno predsjedništvo Bugojna, Gasal, Kukavica i Dautović optuženi su od strane Tužiteljstva Bosne i Hercegovine da su u sklopu udruženog zločinačkog pothvata sustavno protjerali bugojanske Hrvate. Gasal je bio zapovjednik logora "Stadion", Kukavica zapovjednik straže u istom logoru, a Dautović zapovjednik Stanice javne sigurnosti u Bugojnu. Tužiteljstvo je za Gasala i Kukavicu ustvrdilo da su "sitne ribe", a da je Dautović "krupnija". Gasal je izjavio da u prisiljavanju zarobljenika na rad i izgladnjivanje nije vidio "ništa strašno". Za Dautovića je tužiteljstvo ustvrdilo da je zarobljene Hrvate, koji su se nadali tretmanu po Ženevskoj konvenciji, pozatvarao i podvrgao "najgorim vrstama mučenja". Te tvrdnje potvrdio je Besim Hadžić, pomoćnik ministra branitelja Zukana Heleza, koji je u vrijeme rata zapovijedao logorom "Gimnazija". Hadžić je kao svjedok obrane potvrdio da je Dautović bio nadležan za zarobljenike, ali je negirao mučenja. Međutim, svjedok tužiteljstva je opovrgnuo Hadžićevu tvrdnju kojeg je optužio da mu je osobno prijetio "priključenjem genitalija na induktorski telefon". U studenome 2011. Dautović je nepravomoćno osuđen na 13 godina zatvora zbog ratnog zločina protiv civilnog stanovništva u Bugojnu. Osim toga, Dautović je osuđen i za ratni zločin protiv ranjenika i ratnih zarobljenika. U presudi je navedeno da je Dautović svjesno sudjelovao u zločinačkom pothvatu. Gasal je osuđen na 6 godina zatvora. Kukavica je zbog nedostatka dokaza oslobođen optužbi. Presudu je izrekao predsjedavajući sudskog vijeća Davorin Jukić.